# Id Tech
id Tech — сімейство ігрових рушіїв, розроблених американською компанією id Software.
Кожен із застарілих рушіїв id Tech після виходу нової версії був опублікований як вільне програмне забезпечення під ліцензією GNU. Всі рушії серії id Tech використовують інтерфейс програмування застосунків OpenGL.
До презентації гри Rage, заснованої на id Tech 5, рушії серії не мали власної назви і іменувалися як «рушії Quake» (англ. Quake engines), від назви гри Quake, що використовувала перший тривимірний рушій id Software — Quake Engine.

## id Tech 1
На основі рушія id Tech 1, раніше відомого як Doom engine, компанія id Software створила ігри Doom і Doom II. Рушій був розроблений Джоном Кармаком у співавторстві з Майком Абрашем, Джоном Ромеро, Дейвом Тейлором і Полом Редеком (англ. Paul Radek). Спочатку розроблений для комп'ютерів фірми NeXT, рушій був портований на DOS (з випуском гри Doom), а пізніше — на ігрові приставки та інші операційні системи.

### Ігри
Комерційні ігри, в яких використовується id Tech 1:
- 1993 — Doom від id Software
- 1994 — Doom II: Hell on Earth від id Software
  - 1994 — The Ultimate Doom від id Software
  - 1994 — Final Doom від id Software
- 1994 — Heretic: Shadow of the Serpent Riders від Raven Software
- 1995 — Hexen: Beyond Heretic[ru] від Raven Software
  - 1995 — HeXen: Deathkings of the Dark Citadel від Raven Software
- 1996 — Strife: Quest of the Sigil[ru] від Rogue Entertainment

## id Tech 2

Дерево розвитку рушіїв Quake ілюструє, які ігри і рушії засновані на id Tech 2.

Раніше відомий як Quake II engine. (Рушій Quake 1, який йому передував, зберіг найменування Quake Engine). id Tech 2 заснований на сирцевому коді рушія Quake і містить багато поліпшень, зокрема кольорове освітлення і новий формат моделей.

### Ігри
Комерційні ігри, в яких використовується id Tech 2:
- 1997 — Quake II від id Software
  - 1997 — Quake II: The Reckoning від Xatrix Entertainment
  - 1998 — Quake II: Ground Zero[ru] від Rogue Entertainment
- 1998 — Heretic II[en] від Raven Software
- 1998 — SiN[ru] від Ritual Entertainment
  - 1998 — SiN: Wages of Sin[ru] від 2015, Inc.
- 1998 — Kingpin: Life of Crime[ru] від Xatrix Entertainment
- 2000 — Soldier of Fortune від Raven Software
- 2000 — John Romero's Daikatana[en] від Ion Storm[ru]
- 2001 — Anachronox від Ion Storm

## id Tech 3
Раніше відомий як Quake III Engine. Рушій заснований на попередній версії, але багато компонентів були переписані або написані з нуля.

### Ігри
Комерційні ігри, в яких використовується id Tech 3:
- 1999 — Quake III Arena від id Software
- 2000 — Quake III: Team Arena від id Software
- 2000 — American McGee's Alice від Rogue Entertainment
- 2001 — Return to Castle Wolfenstein від Gray Matter Interactive (SP) / Nerve Software (MP)
- 2001 — James Bond 007: Agent Under Fire[en] від EA Los Angeles
- 2002 — Soldier of Fortune II: Double Helix[ru] від Raven Software
- 2002 — Wolfenstein: Enemy Territory від Splash Damage[ru]
- 2002 — James Bond 007: Nightfire[ru] від Eurocom (тільки консольні версії)
- 2003 — Star Wars Jedi Knight: Jedi Academy від Raven Software
- 2003 — Call of Duty від Infinity Ward
  - 2004 — Call of Duty: United Offensive від Gray Matter Interactive
- 2004 — James Bond 007: Everything or Nothing[ru] від EA Redwood Shores (основна гра, в гонкових епізодах застосовується рушій EAGL[ru])
- 2007 — Space Trader[en] від HermitWorks Entertainment
- 2008 — Iron Grip: Warlord[en] від ISOTX[en]
- 2008 — Quake Live від id Software
- Скасовано — Severity від Escalation Studios і Cyberathlete Professional League[en]

Ігри, в яких використовувався id Tech 3 з інструментарієм ÜberTools компанії Ritual Entertainment:
- 2000 — American McGee's Alice від Rogue Entertainment
- 2000 — Heavy Metal: F.A.K.K.²[ru] від Ritual Entertainment
- 2002 — Medal of Honor: Allied Assault від 2015, Inc. (заснований на модифікованому коді FAKK2)
  - 2003 — Medal of Honor: Allied Assault Spearhead від EA Los Angeles
  - 2003 — Medal of Honor: Allied Assault Breakthrough[ru] від TKO Software[en]
- 2003 — Star Trek: Elite Force II[en] від Ritual Entertainment

Ігри, що використовують оригінальний або перероблений рушій id Tech 3 і поширюються за вільною ліцензією:
- 2005 — OpenArena від команди розробників OpenArena
- 2006 — Alien Arena від COR Entertainment (рушій модифікувався і отримав назву CRX)
- 2006 — Tremulous від Dark Legion Development
- 2007 — World of Padman: Standalone Complex від Padworld Entertainment
- 2008 — Urban Terror[ru] від FrozenSand

На базі цього рушія заснований IW engine, що застосовується в серії ігор Call of Duty.

## id Tech 4
id Tech 4 — перший рушій серії, написаний мовою програмування C++. Вперше використовувався в грі Doom 3, тому спочатку називався Doom 3 engine (англ. Рушій Doom 3). Порівняно з попередньою версією в id Tech 4 були повністю переписані всі підсистеми рушія. На момент свого виходу id Tech 4 вважався одним з найбільш технологічних і вимогливих до апаратних ресурсів. Рушій активно використовував новітні на той час технології попіксельного освітлення, самозатінення та інші.

### Ігри
Комерційні ігри, в яких використовується id Tech 4:
- 2004 — Doom 3 від id Software
  - 2005 — Doom 3: Resurrection of Evil від Nerve Software
- 2005 — Quake 4 від Raven Software
- 2006 — Prey (відеогра, 2006)[ru] від Human Head Studios[ru]
- 2007 — Enemy Territory: Quake Wars[ru] від Splash Damage[ru]
- 2009 — Wolfenstein від Raven Software[2]
- 2010 — Brink від Splash Damage
- Скасовано — Prey 2[ru] від Human Head Studios

## id Tech 5
id Tech 5 — наступний рушій серії, що розробляється id Software для своїх нових ігор. Рушій використовує більшість нових графічних технологій, зокрема мегатекстуру. Rage — перша гра, що використовує новий рушій.

### Ігри
Ігри, в яких використовується id Tech 5:
- 2011 — Rage від id Software
- 2014 — Wolfenstein: The New Order від MachineGames
- 2014 — The Evil Within від Tango Gameworks
- 2015 — Wolfenstein: The Old Blood від MachineGames
- 2016 — Dishonored 2 від Arkane Studios[3]

## id Tech 6
id Tech 6 — ігровий рушій наступного покоління, орієнтований на ПК та ігрові консолі восьмого покоління PlayStation 4 і Xbox One. В рушії використовується технологія Розріджене воксельне октодерево, яка використовує вокселі, октодерева, ray casting і мегатекстуру.

### Ігри
Ігри, в яких використовується id Tech 6:
- 2016 — DOOM від id Software
- 2017 — Wolfenstein II: The New Colossus від MachineGames
- 2017 — Doom VFR від id Software адаптований до віртуальної реальності

## id Tech 7
id Tech 7 — гральний рушій наступного покоління, орієнтований на ПК та ігрові консолі восьмого покоління PlayStation 4, Xbox One і Nintendo Switch.

### Ігри
Ігри, в яких використовується id Tech 7:
- 2020  — Doom Eternal від id Software